# しいのみ学園
児童発達支援センター しいのみ学園（じどうはったつしえんセンター しいのみがくえん）は、福岡県福岡市南区井尻にある社会福祉法人しいのみ学園が運営する知的障害児の施設。福岡学芸大学の教授であった山本三郎（後に曻地三郎）が開園する。1954年当時、今のような特別支援学校（当時の呼称は養護学校）や児童福祉施設の形態や該当する法律がなかったので、その意味では養護学校や児童福祉施設の先駆的存在とされる。現在は、児童福祉法に基づく児童発達支援センターとして運営している。

## 沿革
「沿革」、「創立者・曻地ご夫妻の生涯」（しいのみ学園公式ホームページ）参照。
- 1954年（昭和29年）4月1日 - 筑紫郡曰佐村にしいのみ学園創設[3]。
- 1955年（昭和30年） - 創設者・山本三郎著「しいのみ学園」がベストセラーとなり、新東宝映画で映画化される。「しいのみ学園」監督・脚本：清水宏、主演：宇野重吉、花井蘭子。映画のヒットと共にその主題歌（作詞：西葉子、作曲：斎藤一郎）は全国の小学校等でも歌われた。
- 1956年（昭和30年） - 精神薄弱児施設の認可を返上、私塾になる。
- 1978年（昭和53年）
  - 2月18日 - 社会福祉法人 しいのみ学園の設立認可[4]。
  - 4月1日 - 養護学校義務制に伴い、社会福祉法人 しいのみ学園・精神薄弱児通園施設に改組。就学前の知的障害児通園施設になる[4]。
- 1983年（昭和58年） - NHK厚生文化事業団より奨励賞授与。
- 1999年（平成11年）4月1日 - 知的障害児通園施設 しいのみ学園に改称。
- 2012年（平成24年）4月1日 - 児童福祉法改正に伴い児童発達支援センターの形態へ移行。
- 2015年（平成27年）4月1日 - 障がい児相談支援事業 しいのみ学園相談支援室を開設[4]。
- 2016年（平成27年）7月1日 - 放課後等デイサービス しいのみクラブ開所[4]。

## その他
- 1961年にロバート・フラーが、1971年に李方子が[1]来日した時に当地を訪れている。

## 交通アクセス
- 西鉄天神大牟田線 井尻駅から徒歩1分
- JR鹿児島本線 笹原駅から徒歩8分
- 西鉄バス 井尻駅東口停留所下車